# 桑斯
桑斯（法語：Sens，法語發音：[sɑ̃s] ⓘ），法国中北部城市，勃艮第-弗朗什-孔泰大区约讷省的一个市镇，同时也是该省的一个副省会，下辖桑斯区，其市镇面积为21.9平方公里，2022年1月1日时人口数量为27,275人，是该省人口第二多的市镇，仅次于省会欧塞尔，在法国城市中排名第327位。
桑斯位于约讷省北部，约讷河畔，是一个区域性的中心城市和交通枢纽，巴黎－马赛铁路经过此地并设站，由此前往巴黎的最佳旅行时间在1小时以内，另有多条干线公路在此交汇。桑斯历史上曾为塞农人的首都，中世纪时天主教桑斯总教区曾被若望八世册封为“日耳曼与高卢主教”，使得桑斯成为了重要的天主教活动中心。2019年，桑斯获得“法国年度体育城市”称号。

## 地名来源
“桑斯”一名来源于古罗马时期活动于此的塞农人，桑斯为其首都和最大的城市。
在现代法语中，“sens”意为“含义”。

## 历史

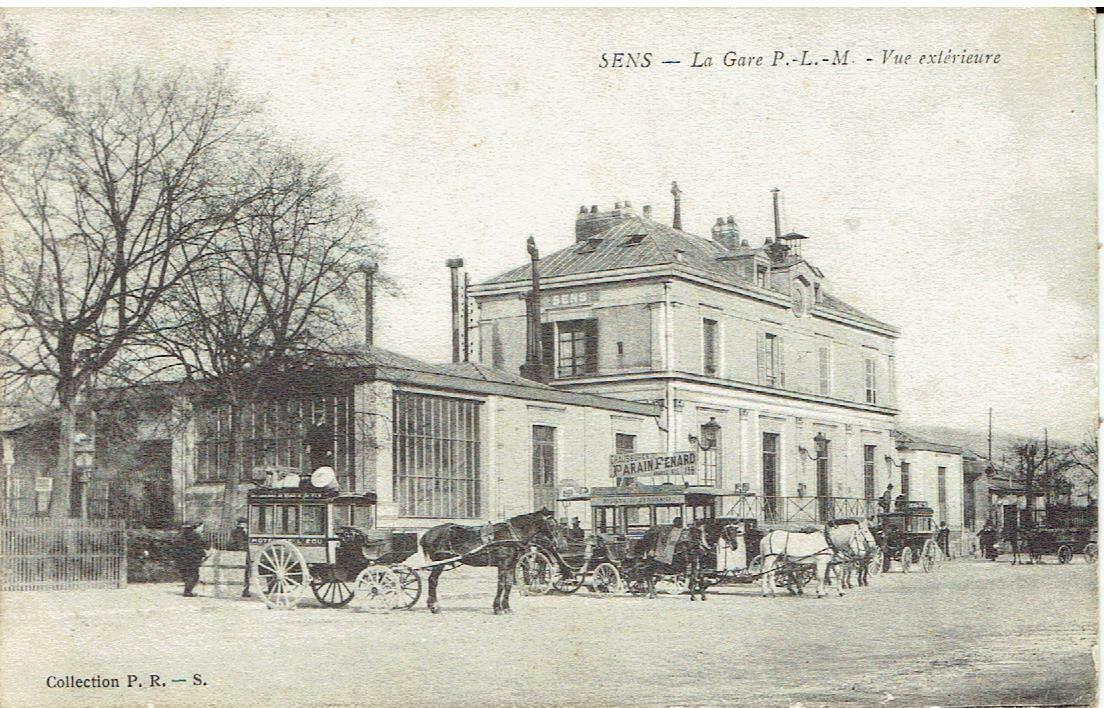
1915年的桑斯火车站

桑斯是这一地区历史最悠久的城市之一，早在公元前2世纪就已出现城镇聚落，为活动于当地的塞农人的首都，后被罗马人攻占。在罗马帝国晚期，该地得名“阿盖丁库姆”（Agedincum），是卢格敦高卢境内的第四大城市，并建有高耸的城墙。中世纪时，萨维尼安与科隆布在桑斯联姻，使得桑斯成为同名天主教教区的主座，并由此成为天主教的重要活动中心。中世纪时，教宗若望八世册封桑斯教区的主教为“日耳曼与高卢主教”，并由此合并了包括巴黎在内的多个法国北方教区。1135年建成的桑斯圣艾蒂安大教堂为法国最早的哥特式教堂之一，1234年，路易九世在此与普罗旺斯的玛格丽特举行婚礼。1564年，查理九世的环法旅行将桑斯选为了第一站，同时也是1566年其返程时的最后一站。1651年，桑斯天主教大学堂成立。法国大革命后，桑斯成为约讷省的一个市镇及地区行署，自1800年起成为副省会。工业革命期间，途径桑斯的巴黎－马赛铁路建成运行。1940年，桑斯曾遭到纳粹德军的多次轰炸。

## 地理

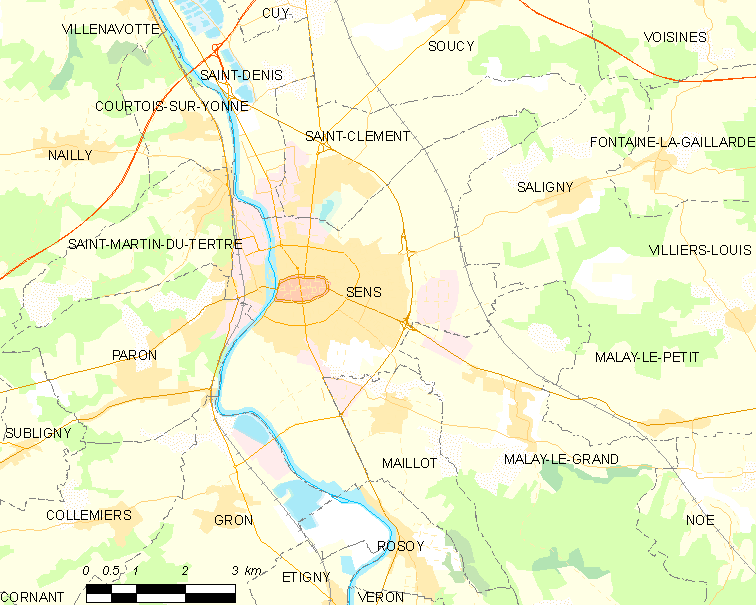
桑斯市镇范围地图

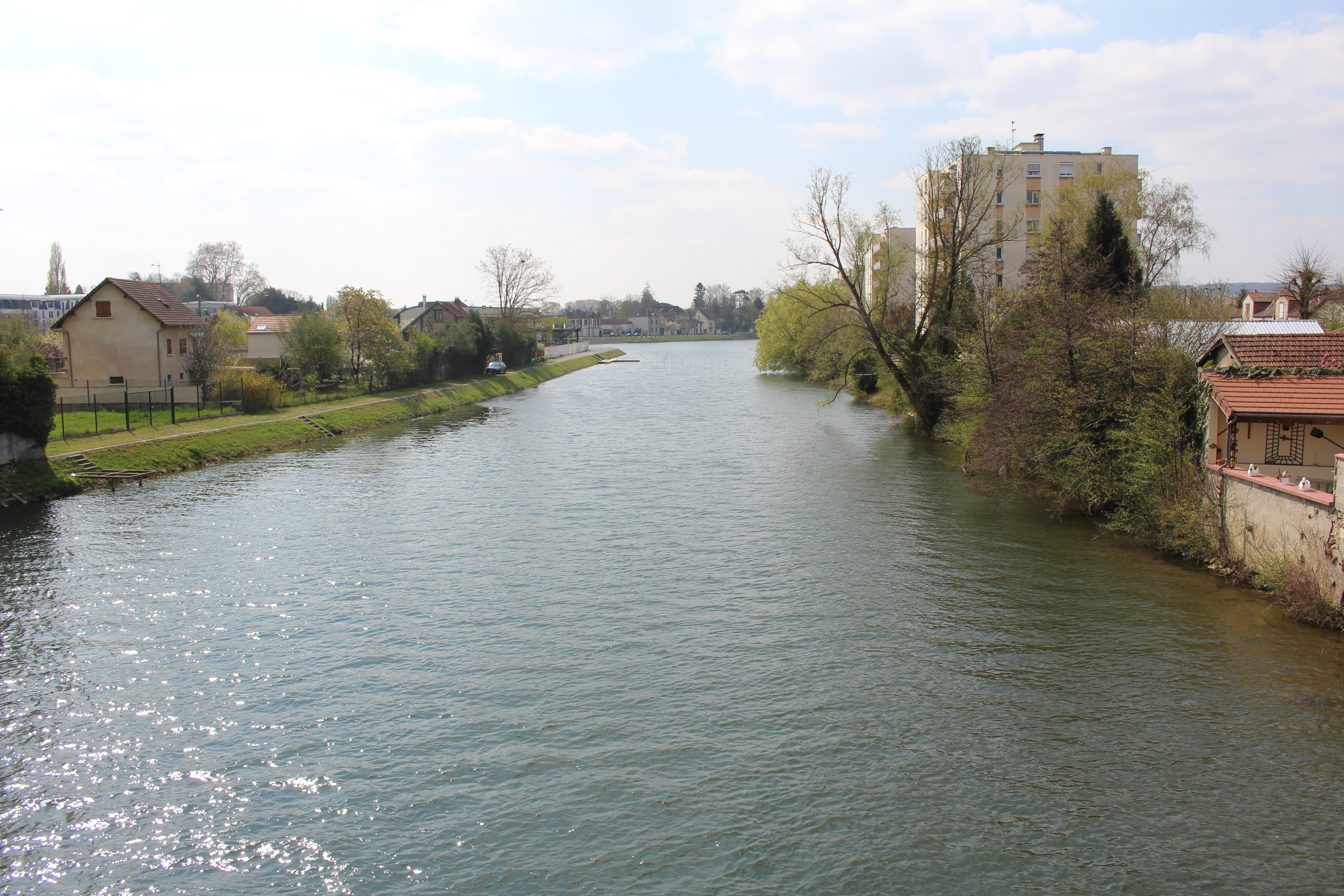
流经桑斯市区的约讷河

桑斯位于法国中北部，勃艮第-弗朗什-孔泰大区西北部和约讷省北部，距离首都巴黎大约110公里，距离省会欧塞尔大约60公里。与桑斯接壤的市镇包括：圣但尼莱桑斯、罗苏瓦、格龙、马约、大马莱、帕龙、圣克莱芒、圣马丹迪泰特尔、萨利尼。

### 地形
桑斯位于巴黎盆地腹地，地形以浅丘为主，市区内地势平坦，境内海拔在62至205米之间。

### 水文
桑斯位于法国五大流域当中的塞纳河流域，其一级支流约讷河自南向北流经桑斯境内，并形成了一个河心岛；而支流瓦讷河则从右岸汇入。

### 植被
桑斯属于温带阔叶混交林区，市区四周有多处天然林地零星分布。
在鲜花城市的评比中，桑斯被评为4星级（最高级）鲜花城市。

### 气候
桑斯在柯本气候分类法中属于温带海洋性气候，年温差较小，降水分布均匀，受大陆气团影响，偶有极端气候出现。
桑斯境内设有气象站，以下为该气象站的数据（其中日照数据出自欧塞尔气象站）：
| 桑斯 1981–2010年    | 桑斯 1981–2010年 | 桑斯 1981–2010年 | 桑斯 1981–2010年 | 桑斯 1981–2010年 | 桑斯 1981–2010年 | 桑斯 1981–2010年 | 桑斯 1981–2010年 | 桑斯 1981–2010年 | 桑斯 1981–2010年 | 桑斯 1981–2010年 | 桑斯 1981–2010年 | 桑斯 1981–2010年 | 桑斯 1981–2010年 |
| 月份                | 1月              | 2月              | 3月              | 4月              | 5月              | 6月              | 7月              | 8月              | 9月              | 10月             | 11月             | 12月             | 全年             |
| ------------------- | ---------------- | ---------------- | ---------------- | ---------------- | ---------------- | ---------------- | ---------------- | ---------------- | ---------------- | ---------------- | ---------------- | ---------------- | ---------------- |
| 历史最高温 °C（°F） | 17.1 (62.8)      | 22.8 (73.0)      | 25.6 (78.1)      | 28.9 (84.0)      | 33.3 (91.9)      | 37.1 (98.8)      | 38 (100)         | 40.2 (104.4)     | 34.5 (94.1)      | 30.5 (86.9)      | 23 (73)          | 19.6 (67.3)      | 40.2 (104.4)     |
| 平均高温 °C（°F）   | 6.9 (44.4)       | 8.2 (46.8)       | 12.3 (54.1)      | 15.6 (60.1)      | 19.8 (67.6)      | 23.1 (73.6)      | 26.1 (79.0)      | 25.8 (78.4)      | 21.7 (71.1)      | 16.9 (62.4)      | 10.7 (51.3)      | 7.3 (45.1)       | 16.2 (61.2)      |
| 日均气温 °C（°F）   | 4.1 (39.4)       | 4.7 (40.5)       | 7.8 (46.0)       | 10.4 (50.7)      | 14.4 (57.9)      | 17.5 (63.5)      | 20 (68)          | 19.7 (67.5)      | 16.2 (61.2)      | 12.5 (54.5)      | 7.5 (45.5)       | 4.7 (40.5)       | 11.6 (52.9)      |
| 平均低温 °C（°F）   | 1.4 (34.5)       | 1.1 (34.0)       | 3.4 (38.1)       | 5.1 (41.2)       | 9.1 (48.4)       | 12 (54)          | 14 (57)          | 13.7 (56.7)      | 10.7 (51.3)      | 8.2 (46.8)       | 4.3 (39.7)       | 2.1 (35.8)       | 7.1 (44.8)       |
| 历史最低温 °C（°F） | −22 (−8)         | −22.6 (−8.7)     | −12 (10)         | −5.6 (21.9)      | −3.8 (25.2)      | 1.7 (35.1)       | 4.4 (39.9)       | 3.8 (38.8)       | 0.3 (32.5)       | −3.7 (25.3)      | −10 (14)         | −15.6 (3.9)      | −22.6 (−8.7)     |
| 平均降水量 mm（）   | 53.6 (2.11)      | 45.4 (1.79)      | 48.7 (1.92)      | 53.1 (2.09)      | 63 (2.5)         | 49.2 (1.94)      | 58.7 (2.31)      | 47.6 (1.87)      | 57 (2.2)         | 65.7 (2.59)      | 53.8 (2.12)      | 61.7 (2.43)      | 657.5 (25.89)    |
| 月均日照時數        | 64.4             | 85.6             | 139.7            | 175.3            | 200.1            | 215.9            | 233.2            | 224.2            | 176.4            | 118.4            | 64.2             | 51.4             | 1,748.8          |
| 来源：infoclimat.fr |                  |                  |                  |                  |                  |                  |                  |                  |                  |                  |                  |                  |                  |

## 行政区划
桑斯是法国勃艮第-弗朗什-孔泰大区约讷省的一个市镇，编号为89387，它也是约讷省的一个副省会。桑斯下辖桑斯区，隶属于约讷省第一选区，管理桑斯第一县和第二县，同时也是大桑斯城市圈公共社区的办公驻地。
桑斯境内的城市优先开发区（ZUP）范围内实行街区自治制度。
法国国家统计与经济研究所（简称）在进行数据统计时，将桑斯及相邻的另外五个市镇设为桑斯城市核心区，并将包括核心区在内的周边共44个市镇划为桑斯城市区。自2020年起，桑斯城市区被包含65个市镇的桑斯城市辐射区代替。此外，还将桑斯市镇分为了13个"块区"（IRIS），以便于统计人口分布情况。

## 交通

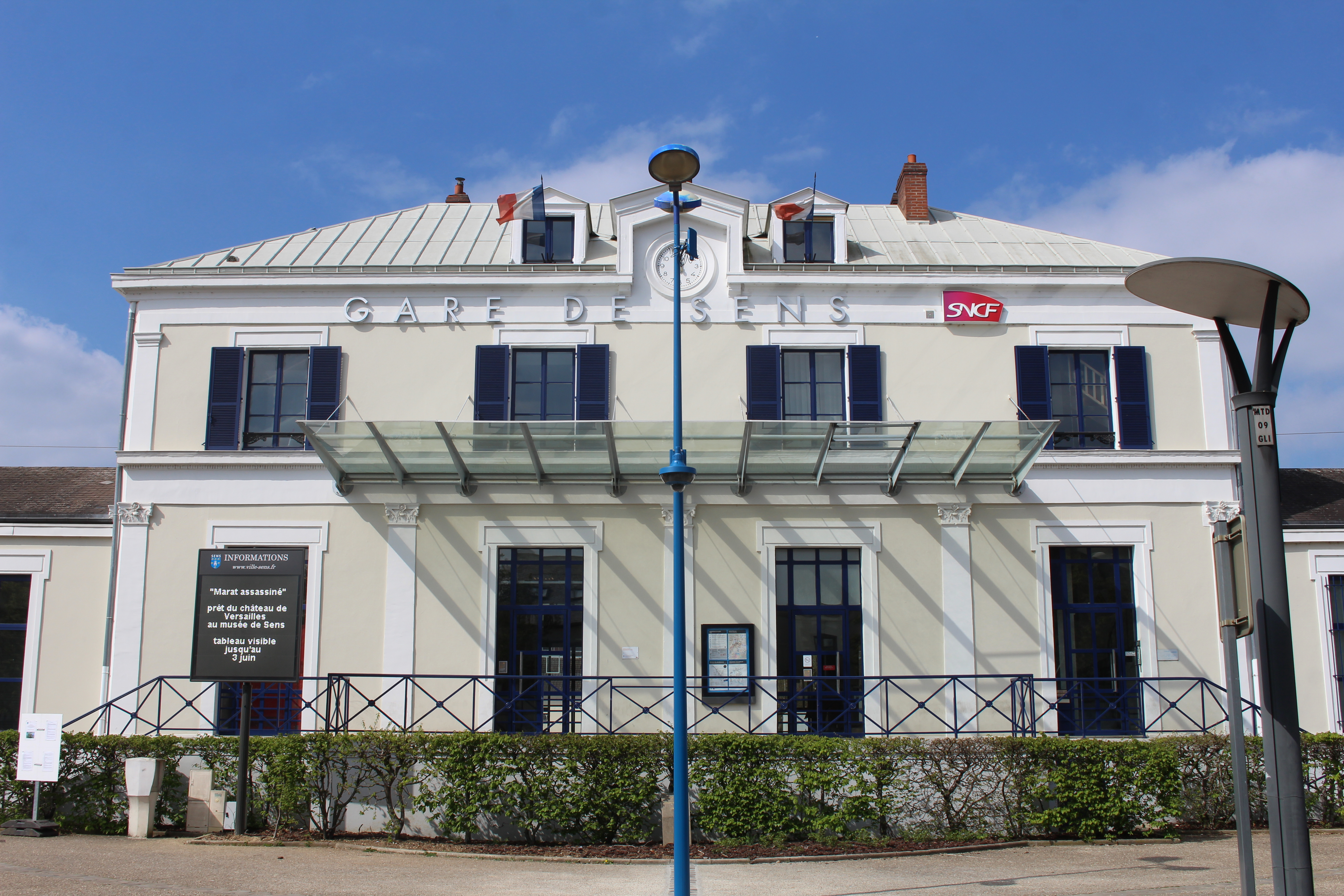
桑斯火车站

### 公路
法国国家A5号和A34号两条高速公路在桑斯市区北部大约10公里处交汇，并通过普通道路与市区连接，另有多条约讷省省道在桑斯交汇。勃艮第-弗朗什-孔泰大区城际客运提供连接桑斯和周边主要市镇的大巴车线路。
2018年，64%的桑斯家庭拥有至少一辆私人汽车。2019年，桑斯境内共发生各类交通事故12起，造成1人遇难，15人受伤。

### 铁路
法国铁路干线巴黎－马赛铁路在桑斯过境并设有火车站，该站在2008年以前停靠法兰西岛区域铁路R线，现每天开行超过30趟直达巴黎的列车，同时也停靠前往欧塞尔、拉米、第戎、里昂等地的区域列车。

### 航空
距离桑斯最近的民用航空站为巴黎-奥利机场，距离桑斯市中心的公路里程约106公里。

### 城市公共交通
桑斯城市公共交通由法国交通发展集团负责运营，其商业名称为，开通5条常规公交和10条区域公交，线路网覆盖整个大桑斯城市圈公共社区。

## 政治
现任桑斯市长为玛丽-露易丝·福尔女士，他是共和党的一名成员，自2014年起担任市长职务，在2020年的市政选举首轮投票中获得了50.11%的支持率。
在2017年法国大选的第一轮选举当中，保卫共和联盟主席弗朗索瓦·菲永在桑斯获得22.16%的支持率，居所有候选人首位，但在全国范围内未能胜出；在第二轮选举中，法国现任总统马克龙在桑斯获得了65.03%的支持率。
| 桑斯历届市长                                                                           |                                    |                                                     |
| 任期                                                                                   | 市长                               | 党派                                                |
| 1944年－1947年                                                                         | Maxime Courtis 马克西姆·库尔蒂斯   | SFIO工人国际法国支部                                |
| 1947年－1971年                                                                         | Gaston Perrot 加斯东·佩罗          | RPR保衛共和聯盟 →UNR新共和国联盟 →UDR共和国保卫联盟 |
| 1971年－1977年                                                                         | Étienne Braun 埃蒂安·布朗          | DVD右翼无党派人士                                   |
| 1977年－1979年*                                                                        | Pierre Lavergne 皮埃尔·拉韦尔涅    | DVD右翼无党派人士                                   |
| 1979年－1983年                                                                         | André Chaussat 安德烈·绍萨         | UDF法国民主联盟                                     |
| 1983年－1992年*                                                                        | Étienne Braun 埃蒂安·布朗          | UDF法国民主联盟                                     |
| 1992年－1995年                                                                         | Philippe Serré 菲利普·塞雷         | UDF法国民主联盟                                     |
| 1995年－2001年                                                                         | Jean Cordillot 让·科尔迪约         | PCF法国共产党                                       |

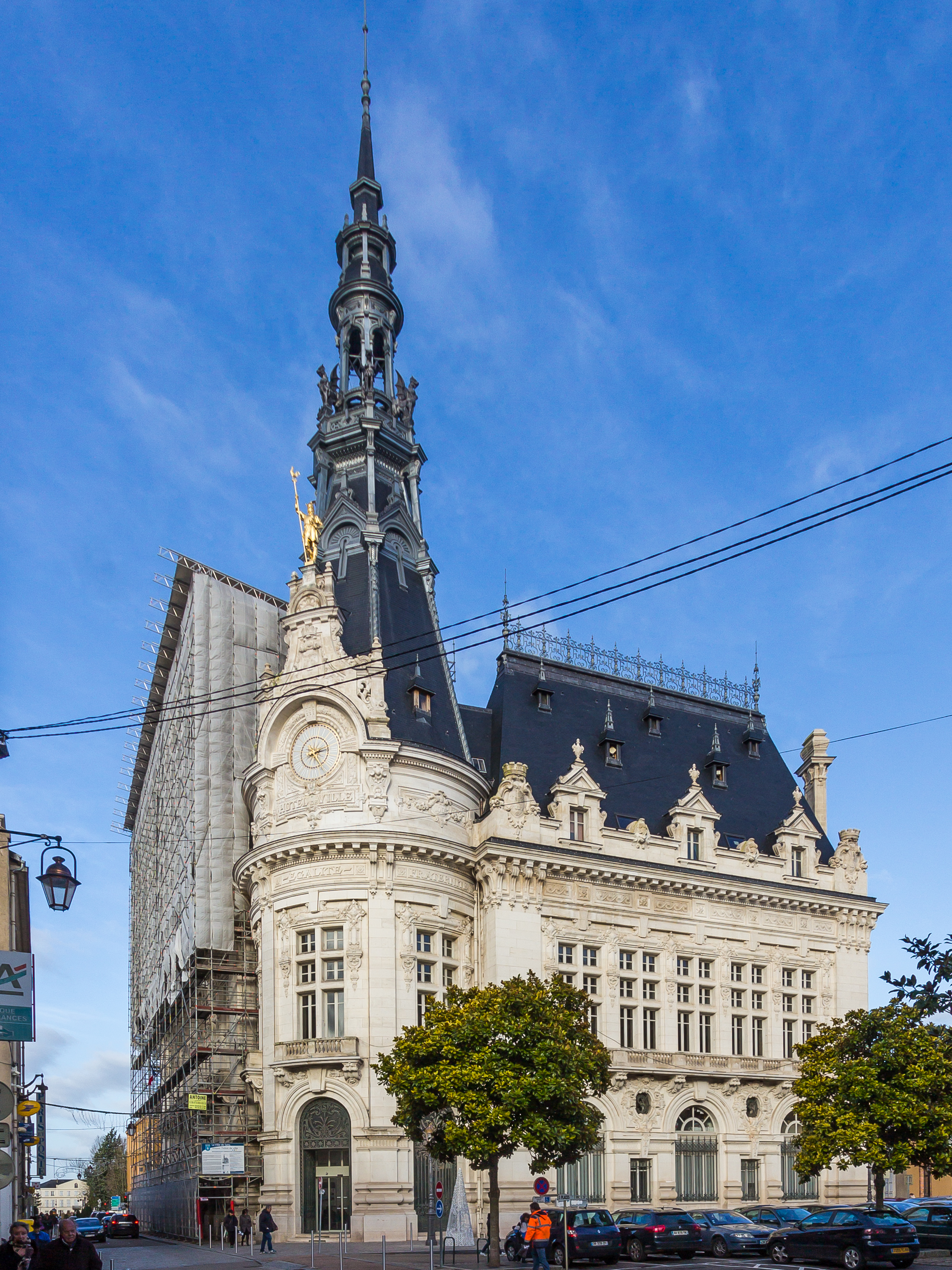
桑斯市政厅

| 2001年－2008年                                                                         | Marie-Louise Fort 玛丽-露易丝·福尔 | RPR保衛共和聯盟 →UMP人民运动联盟                    |
| 2008年－2013年*                                                                        | Daniel Paris 达尼埃尔·帕里         | PRG左派激進黨                                       |
| 2013年－2014年                                                                         | Michel Fourré 米歇尔·富雷          | DVD右翼无党派人士                                   |
| 2014年－                                                                               | Marie-Louise Fort 玛丽-露易丝·福尔 | UMP人民运动联盟 →LR共和黨                           |
| *注：皮埃尔·拉韦尔涅先生在任期内逝世；埃蒂安·布罗恩先生和丹尼尔·帕里先生均在任期内辞职 |                                    |                                                     |

## 人口
2018年，桑斯市镇人口数量为26,586，在法国排名第327位。其中男性12,157人，女性14,429人，75岁及以上人口占10.1%，外籍人口数量为6,824人，人口密度为1,213人/平方公里，当地居民被称为（男性）或（女性）。2019年，桑斯境内出生387人，死亡人口309人。
| 年份   | 1936   | 1946   | 1954   | 1962   | 1968   | 1975   | 1982   | 1990   | 1999   | 2006   | 2011   | 2016   | 2018   |
| ------ | ------ | ------ | ------ | ------ | ------ | ------ | ------ | ------ | ------ | ------ | ------ | ------ | ------ |
| 人口數 | 17,783 | 17,329 | 18,612 | 20,015 | 23,035 | 26,463 | 26,602 | 27,082 | 26,904 | 26,961 | 25,146 | 25,913 | 26,586 |

## 经济

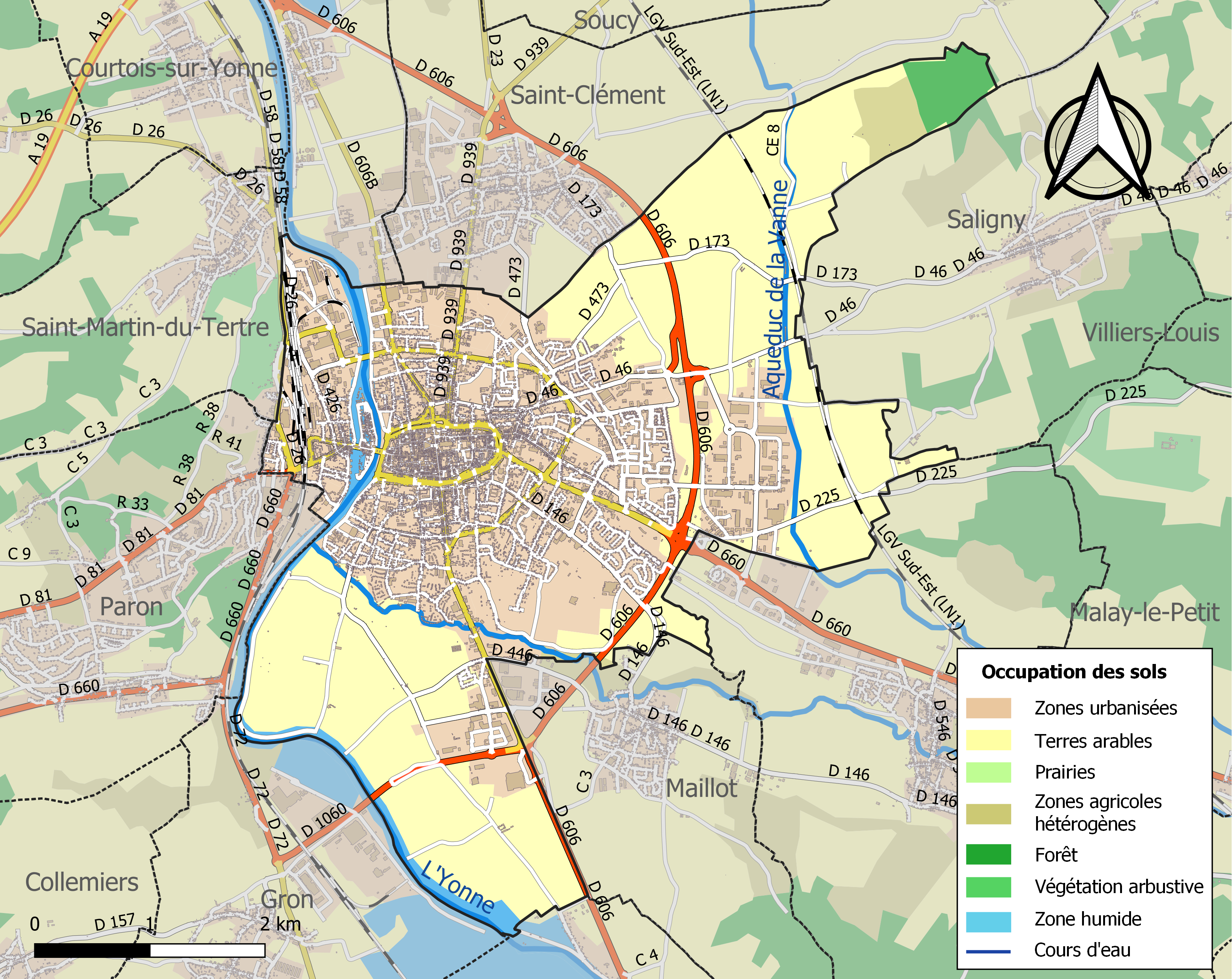
桑斯土地利用情况地图

桑斯是一个区域性的中心城市。截止2021年11月，当地共有各类用人单位（包含自雇）3,887家，平均历史为15年，其中98.29%为中小型企业（PME）。（电缆设备生产）、（金属设备安装）及（大型零售）是当地2020年营业额最高的三个企业，分别为509,412,982欧元、52,948,607欧元和40,692,851欧元。

## 财政与居民收入
2019年，桑斯的财政收入总额为36,481,400欧元，财政支出总额为32,514,800欧元，当年的债务总额为18,557,800欧元。2021年，桑斯共获得6,790,175欧元的国家财政补助，比上一年增加了3.35%。
2019年，桑斯的人均月收入总额为2,073欧元，其中高级职员为3,896欧元，低于法国平均水平（4,230欧元）；中级职员为2,321欧元，低于法国平均水平（2,411欧元）；普通职员为1,653欧元，亦低于法国平均水平（1,740欧元）。
2018年，桑斯境内的青壮年（15至64岁）失业率为22.5%，当地42.2%的家庭拥有纳税资格，平均纳税3,064欧元，低于法国平均水平（3,888欧元）。

## 社会事务

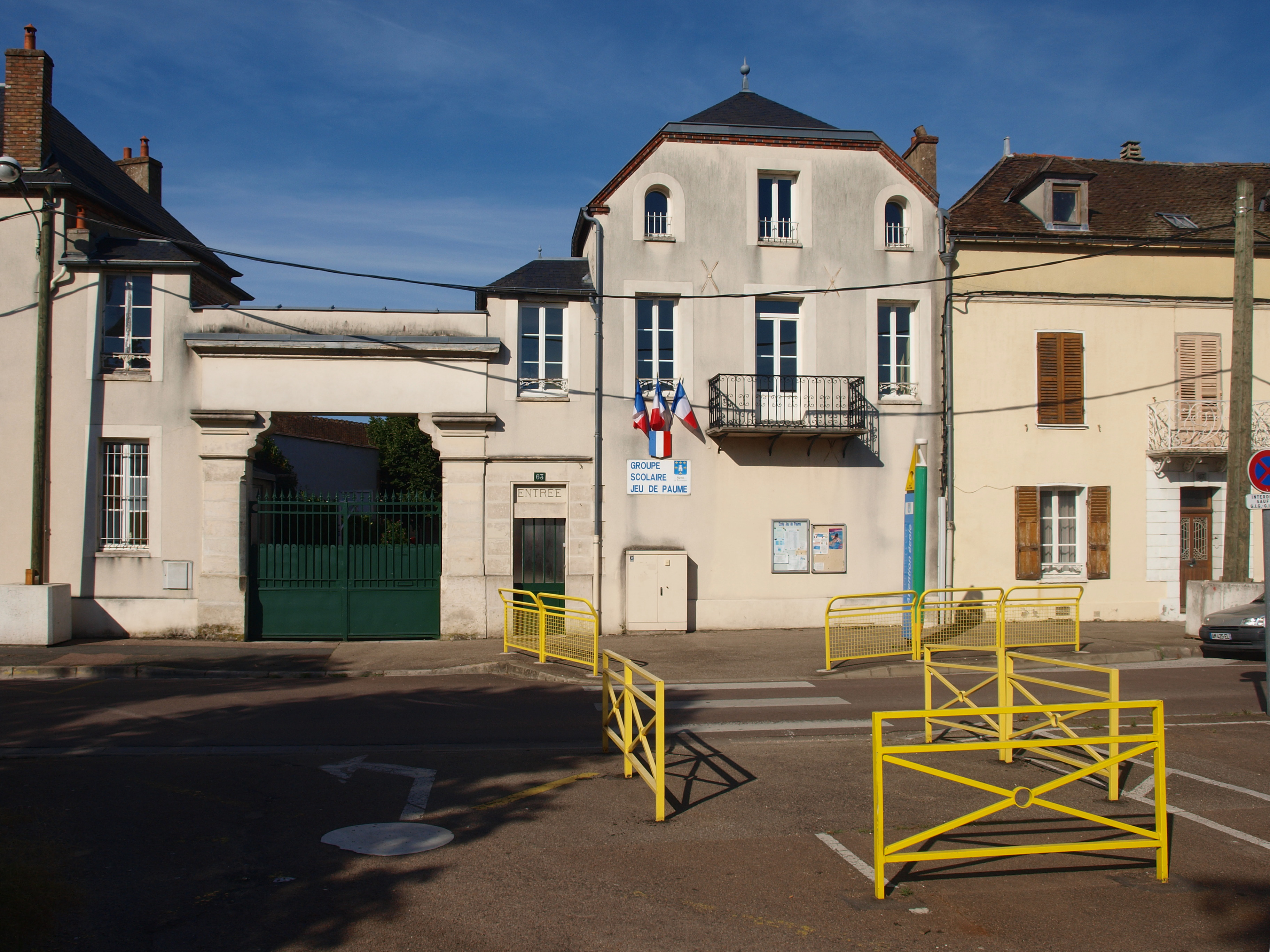
桑斯的一所学校

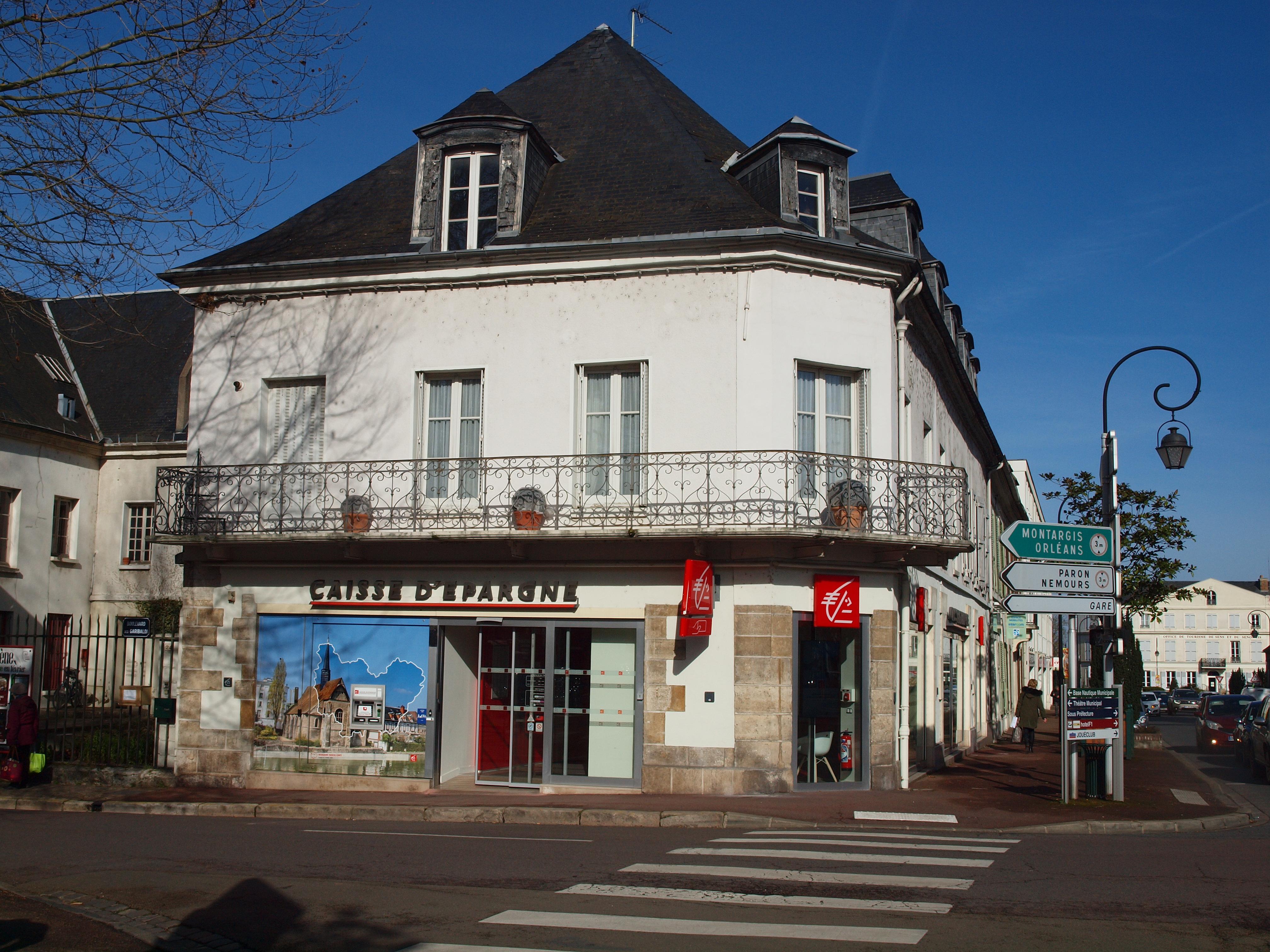
桑斯街头的一处建筑

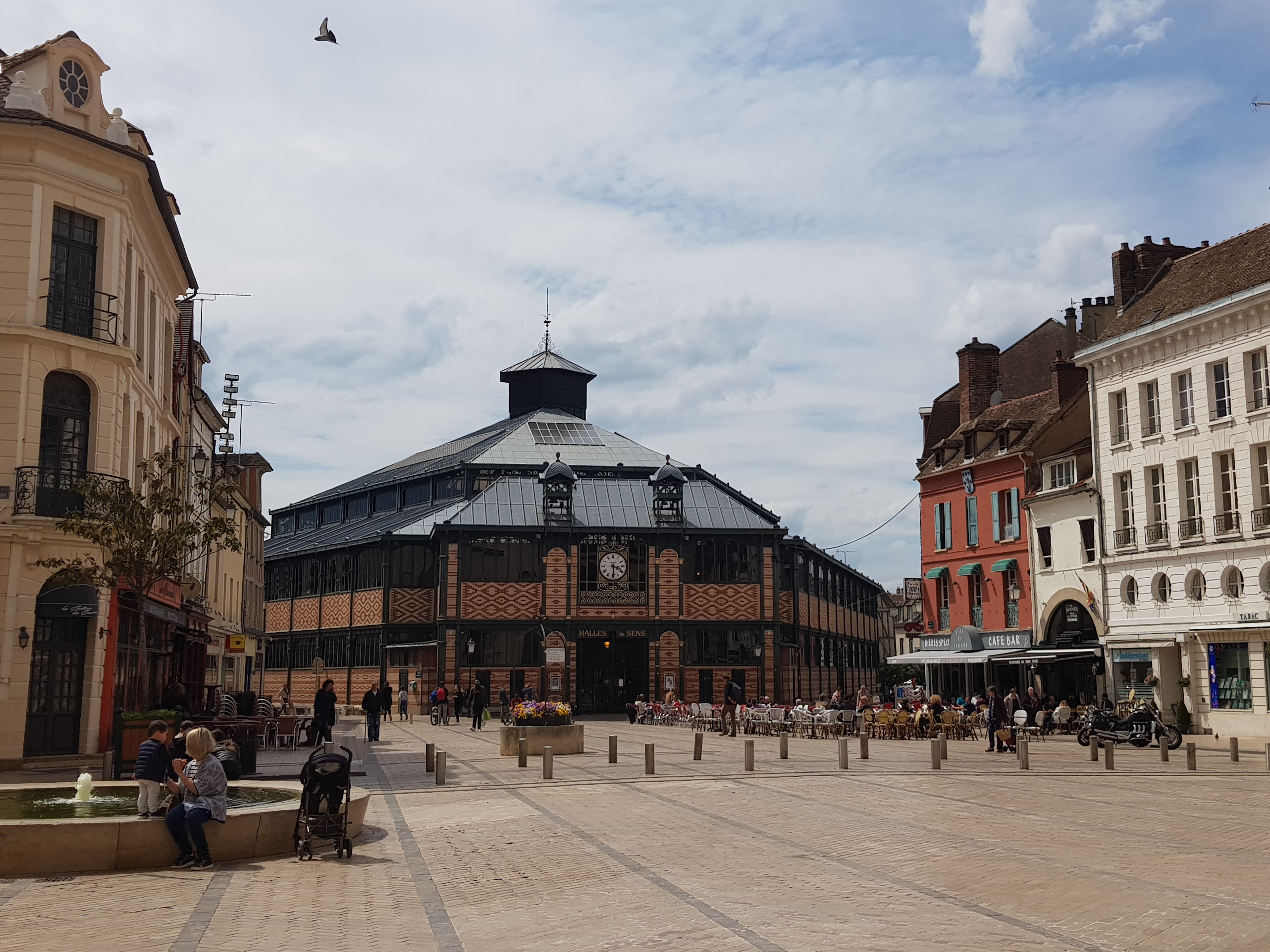
桑斯大市场

### 教育
桑斯属于第戎学区。截止2020年1月1日，桑斯境内共有7所幼儿园、12所小学、4所初级中学、2所普通高中和1所职业高中，另有一所商业管理培训学校（École de Commerce et de Gestion）。2018至2019学年度，桑斯境内共有在校中等教育阶段学生4,603名。

### 医疗
截止2020年1月1日，桑斯境内共有全科医生32名、保健师43名、牙医22名、护士44名、耳科医生5名、眼科医生7名、皮肤科医生2名、助产士3名、儿科医生2名和妇科医生3名。境内共有药房11家、养老院5家、残疾人帮扶中心9家。
桑斯中心医院（Centre Hospitalier de Sens）是法国的一个区域性医疗机构，其主病区加斯东·拉蒙医院（Hôpital Gaston Ramon）位于桑斯市区，设有床位322个，是当地规模最大的公立综合性医院。

### 住房
2018年，桑斯境内共有各类住房14,805套，其中34.9%为独立式居民区，分散于各个街区；64.6%为集中式居民区，主要分布于市区东部及市中心。常住房屋占桑斯市镇范围内居民建筑总量的88.1%。
在住房保障政策方面，2020年，桑斯境内共有4,346户家庭获得了住房经济补助，受益人数占总人口数量的16.3%，其中4,210份为房租补助。

### 商业
2019年，桑斯境内共有各类实体商铺783家，其中餐厅127家、大型超市12家、杂货店26家、面包房19家、肉铺9家、书店13家、装饰品店5家、银行门店19家、美容美发店53家、汽车维修店44家。市区北部、东部和南部均建有开放式商业街区。

### 体育
2020年，桑斯境内共有1家游泳池、9间体育馆、3座综合体育场、9处网球场、6处足球或橄榄球场、1处篮球或排球场以及1处高尔夫球场。
截至2021年11月，桑斯境内共有7家注册足球俱乐部，桑斯足球俱乐部是当地的代表性足球队，成立于1987年，2021至2022赛季参加法国全国丙组联赛（法戊），其主场费尔南·萨斯特尔球场（Stade Fernand Sastre）可同时容纳超过5,000名观众，是当地规模最大的体育设施。
除足球外，桑斯境内还有六十多家涉及各个项目的注册体育团体，其中桑斯奥林匹克排球俱乐部女子队自2013年起参加法国排球乙级联赛。2019年，桑斯获得当年“法国体育城市”称号。

### 环境
桑斯境内的环境和可持续发展事务由大桑斯城市圈公共社区负责。2019年，桑斯境内共有3家污染企业。

### 治安
2019年，桑斯市镇范围内共有1处派出所和1处宪兵队。
2020年，桑斯宪兵总队辖区内共7个市镇累计发生各类案件2,645起，其中盗窃类案件1,260起，经济类案件350起，毒品交易类案件231起。

## 文化
2020年，桑斯境内共有1家电影院和1家博物馆。桑斯博物馆建成于1985年，是当地重要的文化设施。此外，桑斯市政府提供多媒体中心，向公众全年开放。

### 建筑
截止2019年10月，桑斯境内共有39处法国文物保护单位，桑斯圣艾蒂安大教堂及其附属的桑斯教会宫是当地的地标性建筑物。

桑斯圣艾蒂安大教堂
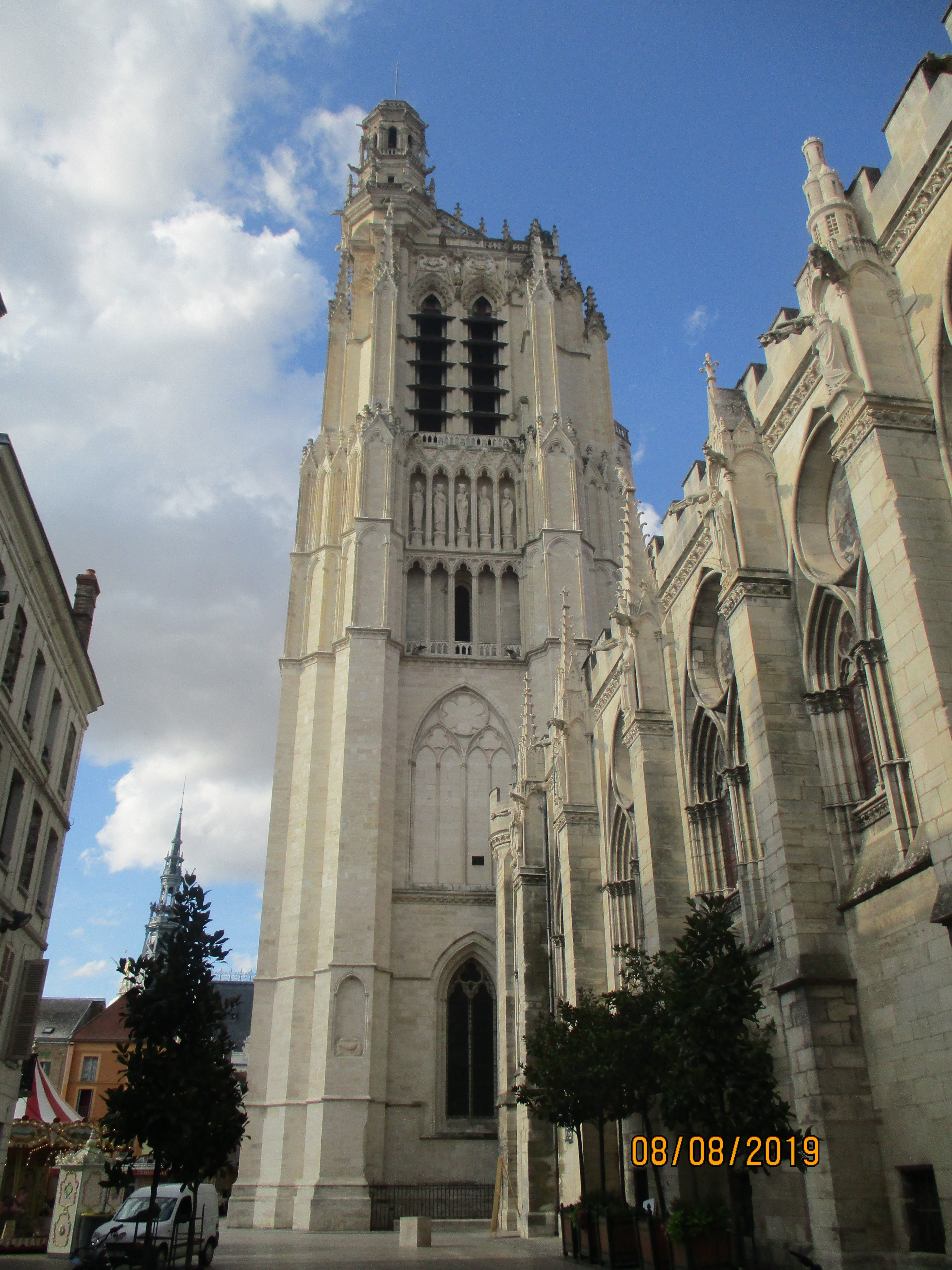
教会宫（法语：Palais synodal de Sens）
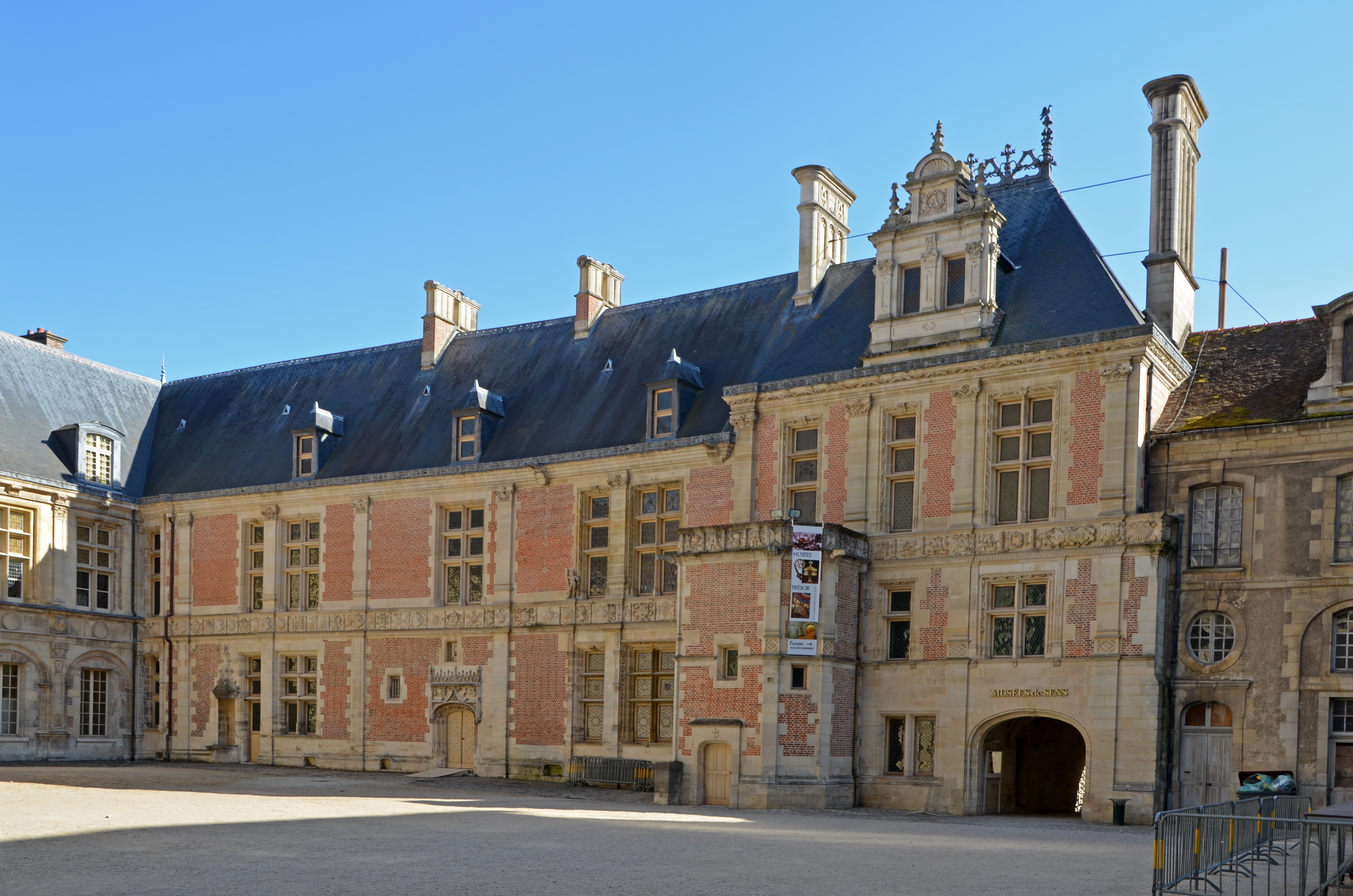
桑斯主教宫（法语：Palais archiépiscopal de Sens）
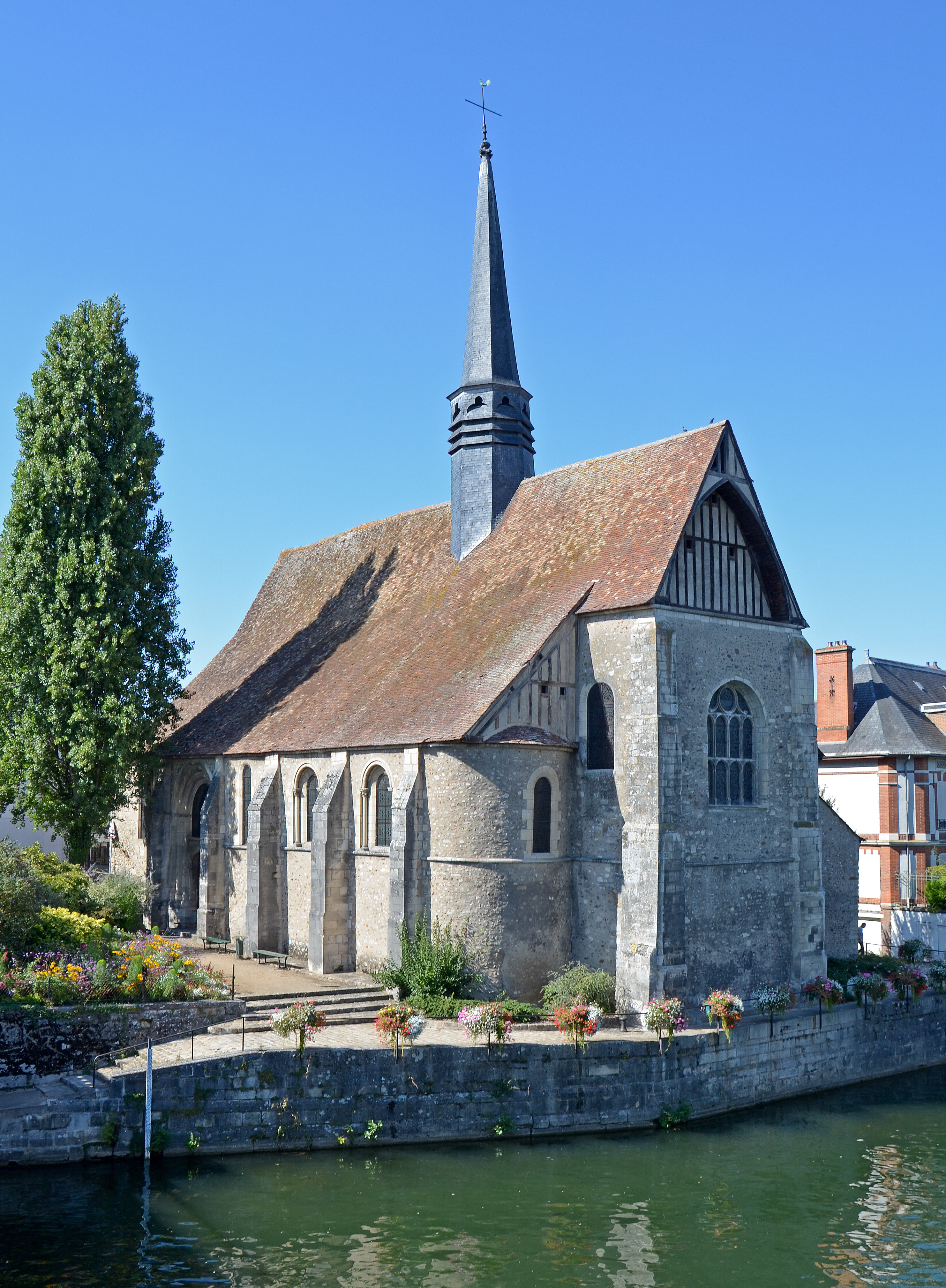
圣莫里斯教堂（法语：Église Saint-Maurice de Sens）
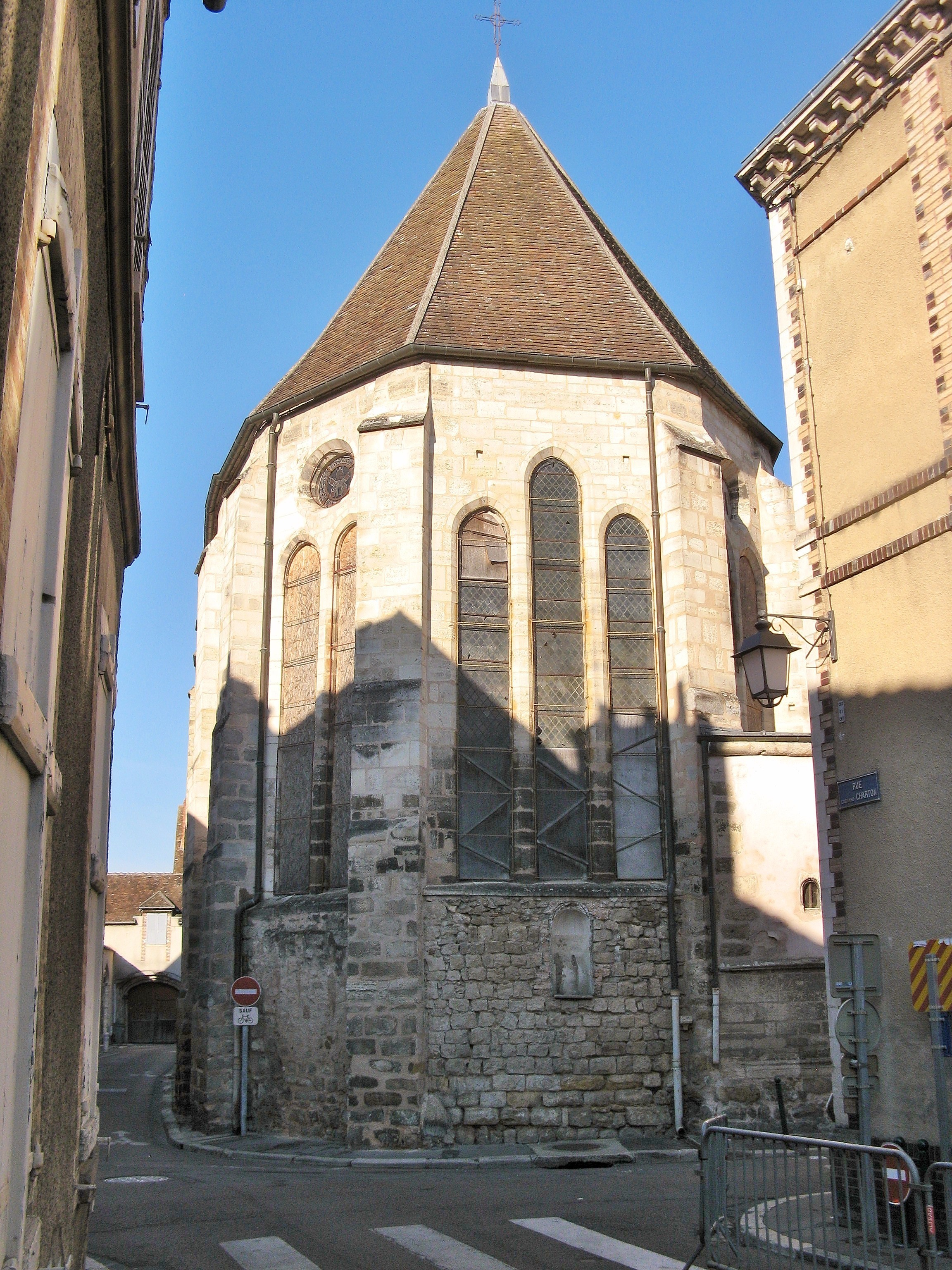
圣皮埃尔勒龙教堂
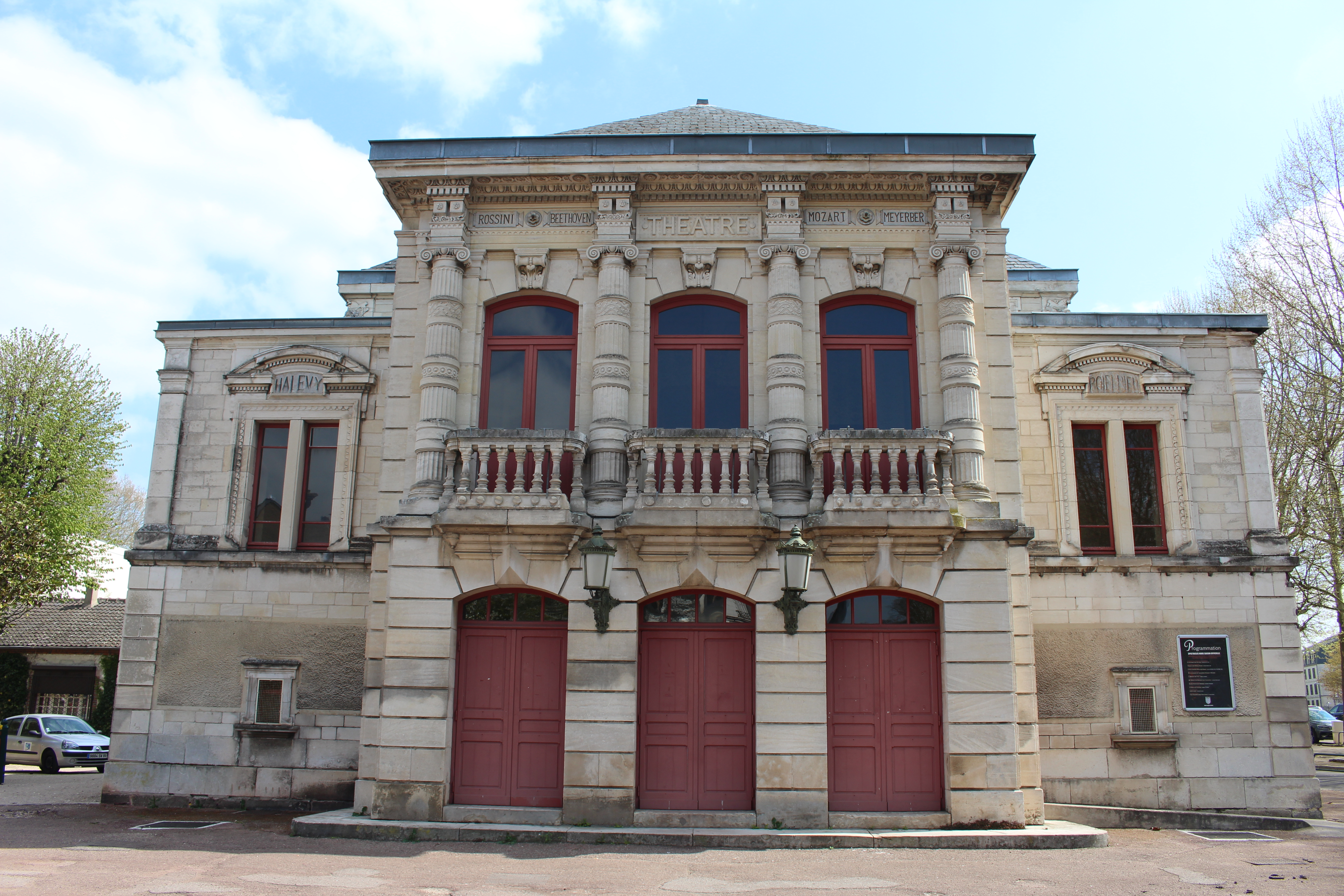
市政剧场（法语：Théâtre municipal de Sens）
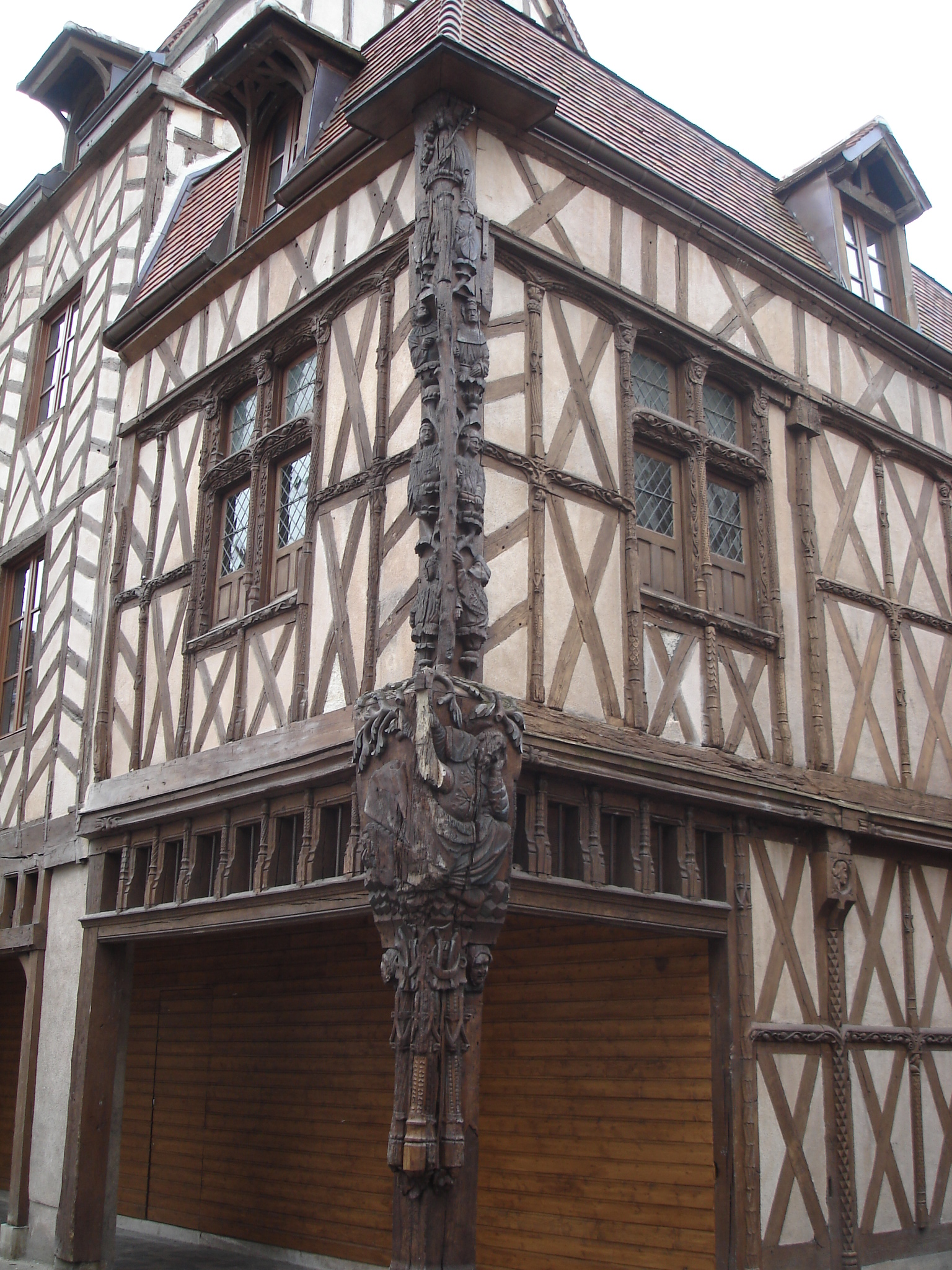
阿布拉姆屋（法语：Maison d'Abraham）
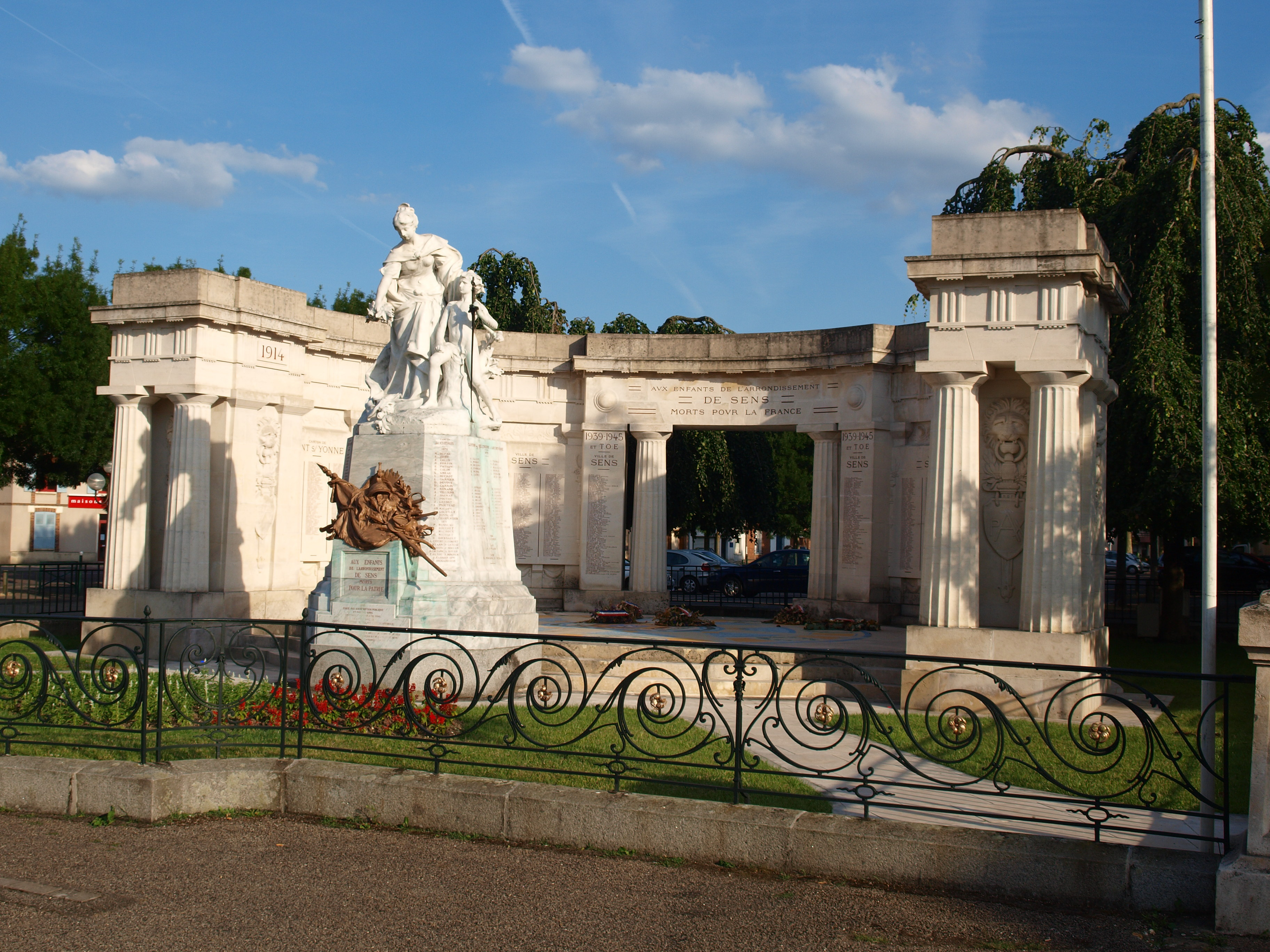
英雄广场烈士纪念碑

### 旅游
桑斯的旅游事务由其所属的公共社区负责。2021年，桑斯境内共有6家酒店共计246间房间。

### 媒体
法国主要的媒体均可在桑斯接收，法国电视三台下属的勃艮第-弗朗什-孔泰大区频道在部分时段播出桑斯所属区域的地方新闻。Stolliahc成立于1982年，是当地的一个综合性广播。此外《约讷省共和报》也是当地主要的地方性媒体

## 相关人物
高卢历史人物布伦努斯、法国海军将领雅克·迪舍纳、画家埃内斯特·沙尔通、田径运动员夏尔·普勒纳尔、足球运动员克莱芒·尚托姆出生于桑斯。

## 友好城市
截至2021年11月，桑斯共与五座城市互为友好城市关系：
- 英格兰 切斯特
- 德国 勒拉赫
- 義大利 塞尼加利亚
- 乌克兰 维什霍罗德
- 葡萄牙 法菲